# Rudolf Ladenburg
Rudolf Ladenburg (né le 6 juin 1882 en province du Schleswig-Holstein - mort le 6 avril 1952 à Princeton au New Jersey, États-Unis) est un physicien germano-américain.

## Biographie
Provenant d'une famille juive, il est le fils d'Albert Ladenburg, professeur de chimie à l'université Christian Albrecht de Kiel.
De 1900 à 1906, Rudolf Ladenburg étudie à l'université de Heidelberg, à l'université de Wrocław et à l'université Louis-et-Maximilien de Munich, où il obtient un doctorat sous la supervision de Wilhelm Röntgen.
Après avoir travaillé à l'Institut de Physique de l'université de Breslau, Rudolf devient membre de la Société Kaiser-Wilhelm.
Il déménage aux États-Unis en 1932, où il enseigne à l'université de Princeton. Ladenburg aidera les scientifiques allemands à s'installer aux États-Unis lors de la vague d'émigration allemande débutant en 1933 à la suite d'une large application de l'antisémitisme consécutive à l'arrivée au pouvoir d'Adolf Hitler.